# Rose (cocktail)
Il Rose cocktail è un cocktail a base di vermut. Ha fatto parte della lista dei cocktail riconosciuti ufficialmente dall'IBA dal 1961 al 2020.

## Composizione
- 6 cl di vermouth dry
- 1.5 cl di Kirsch
- Gocce di sciroppo di fragola

## Preparazione
Shakerare con ghiaccio e servire in una coppetta da cocktail.
Si guarnisce con una ciliegia al maraschino.